# Colonia Pingüino

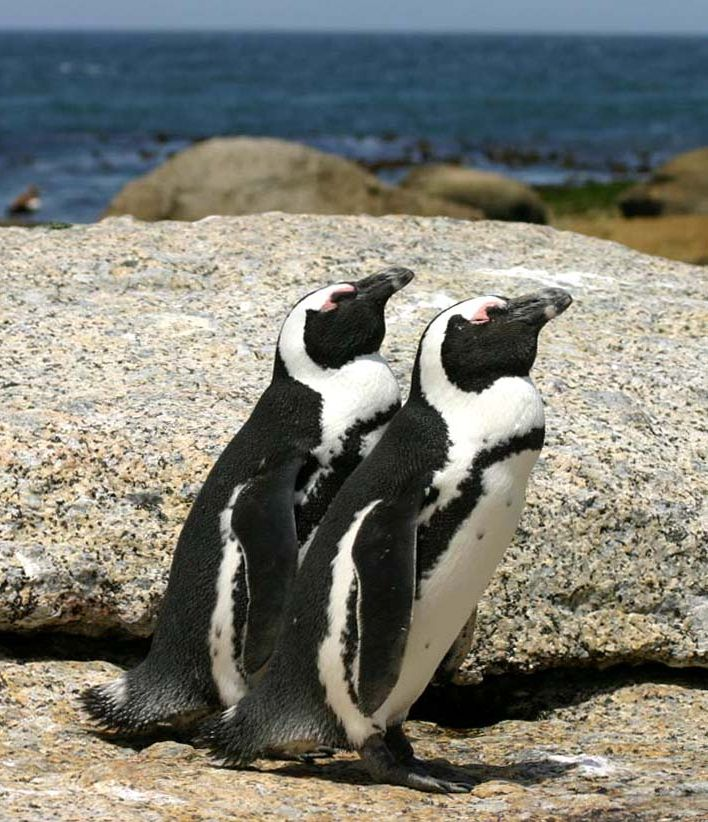
Penguin Town cuenta la historia de pingüinos de El Cabo, como estos.

Colonia Pingüino (Penguin Town en inglés) es una serie de televisión documental.  La serie está ambientada en Simon's Town, Sudáfrica. Sigue a cuatro parejas de pingüinos de El Cabo (Spheniscus demersus) durante su temporada de reproducción de seis meses. Patton Oswalt narra en un estilo cómico. A diferencia de otros programas sobre animales, aquí los pingüinos anidan cerca de las casas y el programa muestra cierta interacción con los humanos.

## Producción

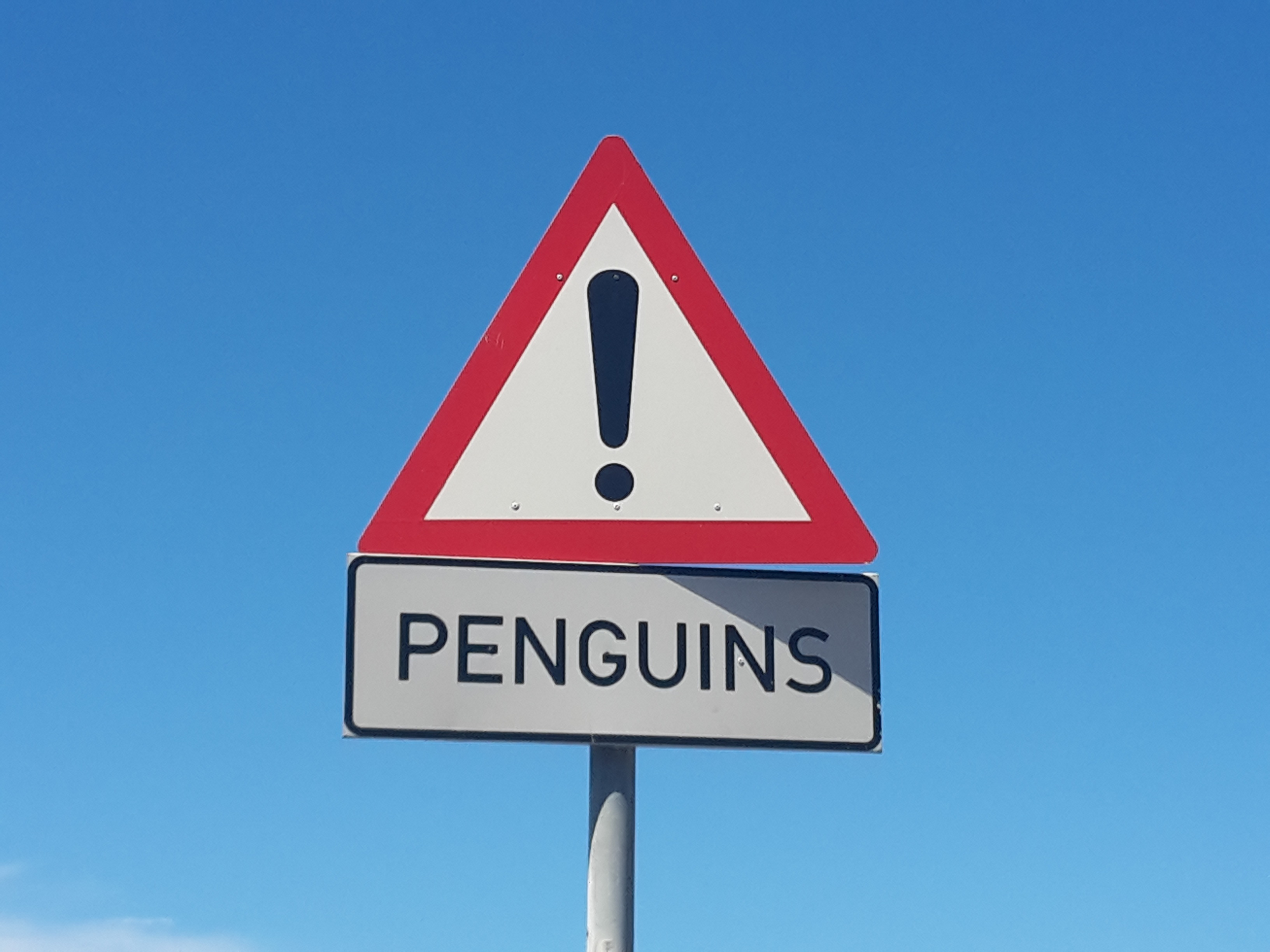
En el primer episodio, vemos que Simon's Town tiene carteles que advierten a la gente que no toque a los pingüinos, que corren peligro de extinción.

Expertos de Red Rock Films seguirían unos 50 pingüinos individuales con cameras antes de elegir los cinco en que la historia de Colonia Pingüino es centrado.  Usaban drones, trípodes, cámaras nido, cámaras que funcionen en el agua, y aún una plataforma antigravedad.

## Recepción crítica
Por lo demás, Colonia Pingüino ha recibido reseñas positivas de los críticos de televisión.